# Célestin Alfred Cogniaux
Célestin Alfred Cogniaux (Robechies (Chimay), 7 de abril de 1841 — Genappe, 15 de abril de 1916), também conhecido por Alfred Cogniaux, foi um botânico belga que se distinguiu no estudo das Orchidaceae (orquídeas), Cucurbitaceae e Melastomataceae e como um dos principais contribuintes para a Flora Brasiliensis.

## Biografia
Em 1861, obteve o diploma de professor na Escola Normal de Nivelles e o de regente em 1862. Neste último ano, foi nomeado professor da Escola Secundária de Visé, transferindo-se em 1864 para Gosselies, em 1865 para Philippeville, em 1867 para Braine-le-Comte e em 1870 para Maaseik. Em 1872, foi contratado como naturalista-ajudante e depois curador do herbário do Jardim Botânico Nacional da Bélgica, funções que exerceu até 1880.
Em 1880 foi nomeado professor de História Natural (e outras disciplinas) em  Verviers, funções que exerceu até 1901. Foi também vice-cônsul do Brasil naquela cidade, de 1887 a 1902, nomeado pelo imperador Pedro II que conhecera o botânico durante uma visita à Europa e o admirava pelas contribuições feitas à Flora brasiliensis, obra dedicada pelos seus autores ao imperador. As suas principais áreas de investigação foram a morfologia e taxonomia das Orchidaceae, Cucurbitaceae e Melastomataceae.
Em colaboração com o botânico Barthélemy Dumortier, foi um dos promotores da fundação da Société Royale de Botanique de Belgique.
Foi eleito membro honorário da Sociedade Imperial de Zoologia e de Botânica de Viena em 1880, membro do Botanical Club of New-York em 1894. Foi feito doutor honoris causa pela Universidade de Heidelberg em 1903.
Após a sua morte, em 1916, o seu herbário privado, que inclui 5251 espécimes, foi cedido ao Jardin botanique de l'État à Bruxelles (Nationale Plantentuin van België – Jardin botanique national de Belgique). Está sepultado no cemitério de Loupoigne.
O género de orquídeas Neocogniauxia foi assim designado em sua homenagem por Rudolf Schlechter (1872-1925). Henri Ernest Baillon denominou em sua honra o género Cogniauxia (Cucurbitaceae). Carl Ernst Otto Kuntze designou o género de fungos Biscogniauxia (Xylariaceae) em sua honra. Também a espécie Gurania cogniauxiana, da família das Cucurbitaceae tem o seu nome como epónimo.

## Publicações
Entre muitas outras, Alfred Cogniaux é autor das seguintes publicações:
- Em colaboração com José de Saldanha da Gama, Bouquet de Mélastomacées brésiliennes dédiées a Sa Majesté Dom Pedro II empereur du Brésil. A. Remacle, Verviers, 1887.
- Melastomaceae. G. Masson, Paris, 1891 (1256 pp.).
- Abrégé de la petite flore de Belgique (destiné aux élèves des écoles primaires et moyennes), 164 pp., Hector Manceaux (Mons), 1893.
- Orchidaceae.  Vol. III, part IV, V & VI de Flora Brasiliensis. Lipsiae, Frid. Fleischer, 1893–1906.
- Em colaboração com Lucien Linden (1851-1940) e G. Grinan, Les orchidées exotiques et leur culture en Europe, Octave Doin (Paris), 1894 (1019 pp.).
- Em colaboração com Alphonse Goossens, Orchidées : dictionnaire iconographique (2 volumes) : 826 pl. e 315 pp, 1896-1907 (reeditado em 1990 pelo Institut des jardins (Perthes-en-Gâtinais) ISBN 2-908041-01-4).
- Em colaboração com Hermann Harms (1870-1942), Cucurbitaceae-Cucurbiteae-Cucumerinae (2 vols.) W. Engelmann, Leipzig, 1924.

## Links
- Obras por Célestin Alfred Cogniaux em Biodiversity Heritage Library
- Obras de ou sobre Célestin Alfred Cogniaux no Internet Archive
- Abreviatura oficial e lista de nomes de plantas e fungos atribuídos a Célestin Alfred Cogniaux no The International Plant Names Index (IPNI) (em inglês).
- Nota biográfica